# Parazitno letalo
Parazitno letalo je majhno letalo, ki ga prevaža leteča letalonosilka ali pa matična ladja. Parazitno letalo lahko vzleti z matične ladje in lahko v nekaterih primerih na njej tudi pristane. Skoraj vsi koncepti so se pojavili v prvi polovici 20. stoletja, v praksi so se redko uporabljali in so v modernem času skoraj popolnoma izginili.
Prvo parazitno letalo Bristol Scout je poletelo leta 1916 z letečega čolna Felixstowe Porte Baby.

## Primerki
- Bristol Scout z matične ladnje Porte Baby (1916)
- Albatros D.III z matičnega cepelina L 35 (LZ 80), prvo parazitno letalo z zračne ladje (25. januar 1918)
- Sopwith Camel z zračne ladje HMA 23 (1918)
- Sperry Messenger dvokrilnik z netogih zračnih ladij Tc-3 in Tc-7 (1923)
- de Havilland DH 53 Hummingbird z zračne ladje R33 (1924), pozneje tudi lovci Gloster Grebe (1925)
- Lovec F9C Sparrowhawk z zračnih ladij USS Akron in Macon (1935)
- raketno letalo Ohka z matičnega lovca Mitsubishi G4M
- Polikarpov I-16 z matičnega lovca Tupoljev TB-3 1941, prvo parazitno letalo, uporabljeno v bojne namene
- Lovec Messerschmitt Me 328 z matičnega Dornier Do 217, neuspešen zaradi težav z motorji
- XF-85 Goblin z matičnega bombnika B-36  (1948)
- F-84 z matičnega lovca B-36 v projektu FICON (1952)

## Galerija
- HM Airship 23r z lovcem Sopwith Camel, 1918
- R33 z lovci Gloster Grebe, 1926
- F9C Sparrowhawk v hangarju cepelina Akron
- F9C Sparrowhawk na trapezu zračne ladje Akron, 1932
- Boeing EB-29 s parazitnim lovcem McDonnell XF-85 Goblin v projektu FICON
- Republic F-84E
- Projekt Tom Tom: Boeing B-50 z lovcem Republic F-84 Thunderjet
- Arado Ar 234 V21 prevaža Arado E.381, v muzeju Technikmuseum Speyer